# Zahra Dżamal
Zahra Dżamal, Zahraa Jamal (arab. زهراء جمال; ur. ?) – irakijska lekkoatletka, tyczkarka.
Złota medalistka mistrzostw kraju.

## Rekordy życiowe
- Skok o tyczce – 2,75 (2020) rekord Iraku[1]